# Harini Amarasuriya
Harini Amarasuriya (in singalese හරිනි අමරසූරිය; in tamil ஹரிணி அமரசூரிய; Galle, 6 marzo 1970) è una politica e attivista singalese, prima ministra dello Sri Lanka in carica dal 24 settembre 2024.
Dopo aver trascorso un decennio come accademica presso l'Università aperta dello Sri Lanka, dove si è impegnata nell'azione sindacale con la Federazione delle associazioni dei docenti universitari, Amarasuriya è stata eletta membro del Parlamento dello Sri Lanka nel 2020 nei ranghi del partito Potere Nazionale del Popolo (PNP).
È stata nominata prima ministra dello Sri Lanka nel settembre 2024, diventando contemporaneamente ministra ad interim della giustizia, della salute, delle donne, dell'istruzione, del commercio e delle industrie nel primo gabinetto del presidente della repubblica Anura Kumara Dissanayake; è la terza donna a ricoprire la carica di primo ministro dello Sri Lanka dopo Sirimavo Bandaranaike e Chandrika Kumaratunga. Amarasuriya è stata riconfermata come prima ministra dopo la schiacciante vittoria del PNP alle elezioni parlamentari in Sri Lanka del 2024, nel corso delle quali ha ricevuto il secondo più alto numero di voti mai ottenuto da un candidato nella storia delle elezioni parlamentari dello Sri Lanka.

## Biografia

### Attività accademica e sindacale
Nata a Galle il 6 marzo 1970, Amarasuriya è la più giovane di tre fratelli; suo padre era un piantatore e sua madre una casalinga. È una parente di H. W.Amarasuriya, ministro del commercio dal 1948 al 1952. Dopo che la tenuta di suo padre fu rilevata dal governo ai sensi della riforma agraria del 1972, la famiglia si trasferì a vivere nella capitale Colombo; qui Amarasuriya frequentò il Bishop's College, passando un anno negli Stati Uniti d'America come studentessa in scambio
Amarasuriya ottenne una borsa di studio del governo indiano per studiare sociologia all'Hindu College dell'Università di Delhi, dal 1991 al 1994, laureandosi con lode. Dopo il suo ritorno dall'India, lavorò come operatrice sanitaria di comunità con l'associazione Nest Sri Lanka, curando i bambini colpiti dal terremoto e maremoto dell'Oceano Indiano del 2004; cinque anni dopo ottenne un Master of Arts in antropologia applicata e dello sviluppo presso l'Università Macquarie di Sydney, seguito da un dottorato di ricerca in antropologia sociale presso l'Università di Edimburgo.
Amarasuriya fu assunta all'Università aperta dello Sri Lanka nel 2011 come docente senior del dipartimento di scienze sociali, dopo aver completato il dottorato di ricerca; in seguito divenne capo del dipartimento stesso. Durante il suo incarico all'università, Amarasuriya curò una ricerca sui diritti umani e l'etica in Sri Lanka finanziata dal Consiglio europeo della ricerca, e una sull'influenza dei cristiani radicali sul dissenso in Sri Lanka finanziata dall'Institute for Advanced Studies in the Humanities dell'Università di Edimburgo. Diventata membro della Federazione delle associazioni dei docenti universitari, prese parte alle azioni sindacali che chiedevano migliori condizioni di lavoro e un trattamento equo per il personale universitario..
Amarasuriya fu una sostenitrice delle riforme educative volte a consentire un reale accesso della popolazione a un'istruzione gratuita e di qualità, seguendo il modello del "padre della patria" singalese da C. W. W. Kannangara che nel 1938 introdusse in Sri Lanka l'istituto dell'istruzione gratuita aperta a tutti. Su questa linea, Amarasuriya intraprese una campagna con la Federazione delle associazioni dei docenti universitari nel 2011 e nel 2012 affinché il governo in carica destinasse almeno il 6% del PIL nazionale a favore dell'istruzione; ancora nel 2023 lo Sri Lanka destinava solo il 2% del suo PIL all'istruzione.

### Attività politica
Amarasuriya aderì all'Organizzazione degli intellettuali nazionali nel 2019, e fece campagna elettorale a favore del candidato presidente Anura Kumara Dissanayake del partito Potere Nazionale del Popolo (PNP) durante le elezioni presidenziali in Sri Lanka del 2019. Il 12 agosto 2020 venne nominata dal PNP come candidata della lista elettorale nazionale, entrando a far parte il 20 agosto seguente del Parlamento dello Sri Lanka dopo le elezioni parlamentari del 2020. Durante il suo mandato Amarasuriya si concentrò sulle questioni relative alla riconciliazione e all'inclusione sociale per aiutare a colmare le divisioni etniche, religiose e politiche in Sri Lanka, oltre a promuovere l'unità e la stabilità nazionale; inoltre, sostenne le tematiche dell'uguaglianza di genere e dei diritti LGBT, venne coinvolta nel caucus parlamentare per il benessere degli animali e fece parte del consiglio di amministrazione dell'organizzazione non governativa "Nest".
Il 24 settembre 2024 Amarasuriya venne nominata sedicesimo primo ministro dello Sri Lanka dal neo-eletto presidente Anura Kumara Dissanayake; è così diventata il primo capo del governo proveniente dal PNP e la terza donna a ricoprire questo ruolo dopo Sirimavo Bandaranaike e Chandrika Kumaratunga. Poiché il PNP aveva solo due membri rimasti in parlamento dopo l'elezione di Dissanayake alla presidenza, il suo primo gabinetto era composto da soli tre membri, tra cui lui stesso e Amarasuriya: a quest'ultima furono quindi assegnati i portafogli di Giustizia, Pubblica amministrazione, Consigli provinciali, Governo locale e lavoro, Istruzione, Scienza e tecnologia, Commercio, Sicurezza alimentare, Sviluppo cooperativo, Industrie e sviluppo imprenditoriale, Donne, affari dell'infanzia e della gioventù e Sport e salute nel governo provvisorio, in attesa dell'elezione di un nuovo parlamento alle elezioni parlamentari del 14 novembre 2024.
Nominata vice segretario dell'PNP, Amarasuriya guidò da capolista la lista elettorale del partito per il distretto di Colombo alle elezioni parlamentari in Sri Lanka del 2024, assicurandosi, con 655289 voti, il numero di preferenze più alto mai registrato nel distretto e il secondo più alto numero di voti mai ottenuto da un candidato nella storia delle elezioni parlamentari singalesi. Dopo le elezioni parlamentari, Amarasuriya venne riconfermata alla carica di primo ministro dello Sri Lanka, oltre a essere nominata ministra dell'istruzione, dell'istruzione superiore e dell'istruzione professionale nel gabinetto del riconfermato presidente Anura Kumara Dissanayake.